# Gewöhnliches Zwerg-Laichkraut
Das Gewöhnliche Zwerg-Laichkraut (Potamogeton pusillus), auch Kleines Laichkraut genannt, ist eine Pflanzenart aus der Gattung Laichkräuter (Potamogeton) innerhalb der Familie der Laichkrautgewächse (Potamogetonaceae).

## Beschreibung
Das Gewöhnliche Zwerg-Laichkraut ist eine krautige Pflanze. Der dünne, leicht abgeflachte Stängel ist stark verzweigt. Die Laubblätter sind untergetaucht, 0,5 bis 2, selten bis zu 3 mm breit, biegsam, spitz und drei- bis selten fünfnervig. Die Seitennerven münden mehr als 2 Blattbreiten unter der Blattspitze spitzwinklig in den Mittelnerv. Der Mittelnerv ist in der Blattmitte nicht von weißen Zellen gesäumt. Der Blattgrund weist keine Drüsenhöcker auf. Die Nebenblätter sind in der unteren Hälfte röhrig verwachsen.
Die Blütezeit erstreckt sich von Juni bis September. Die Blüten sind in einer lockeren 7 bis 8 Millimeter langen Ähre zusammengefasst. 
Die Früchte sind glatt, grün 1,8–2,3 mm lang und 1,2–1,5 mm breit. Der Schnabel ist kurz. 
Die schmalen Turionen sind end- oder blattachselständig.
Die Chromosomenzahl der Art ist 2n = 26.

## Vorkommen
Das Gewöhnliche Zwerg-Laichkraut hat seinen Verbreitungsschwerpunkt auf der Nordhalbkugel, ist aber insgesamt kosmopolitisch verbreitet.   In Europa reicht das geschlossene Verbreitungsgebiet bis 60° nördlicher Breite. Darüber hinaus gibt es in Skandinavien zerstreute Vorkommen bis 70° nördlicher Breite. Es kommt in Mitteleuropa sowohl in sommerwarmen Gewässern des Tieflands, als auch in sommerkalten Hochgebirgsseen bis Höhenlagen von über 2000 Metern vor. Es kommt vor in Gesellschaften der Ordnung Potamogetonetalia.
Das Gewöhnliche Zwerg-Laichkraut liebt klare, nährstoffreiche und oft von gedüngten Wiesen umgebene Gewässer; es erträgt auch Brackwasser. Es siedelt sich an in Seen, Altwässern und Gräben auf humos-schlammigem Grund. Gegenüber Wärmeschwankungen ist es wenig empfindlich.

## Taxonomie
Zu den zahlreichen Synonymen der Art Potamogeton pusillus L. gehören: Potamogeton denticulatus Link, Potamogeton panormitanus Biv., Potamogeton reichenbachii M.Loehr ex Beurl., Potamogeton berteroanus Phil., Potamogeton subtrichodes Schur, Potamogeton sturrockii A.Benn. und Potamogeton aschersonii A.Benn.